# Prunttijärvi (Gällivare socken, Lappland)
Prunttijärvi är en sjö i Gällivare kommun i Lappland och ingår i Kalixälvens huvudavrinningsområde.